# Sicophion fenestralis
Sicophion fenestralis là một loài tò vò trong họ Ichneumonidae.